# Kuruba Chadumanahalli, Mulbagal
Kuruba Chadumanahalli là một làng thuộc tehsil Mulbagal, huyện Kolar, bang Karnataka, Ấn Độ.